# Premier League 2023/2024
Premier League 2023/2024 är den 32:a säsongen av Premier League, Englands högsta division i fotboll för herrar. Säsongen inleddes den 11 augusti 2023 och avslutades den 19 maj 2024. Manchester City är regerande mästare efter att ha vunnit tre raka Premier League-titlar.
Manchester City blev Premier League-mästare för åttonde gången och engelska mästare för totalt tionde gången. Klubben blev det första engelska laget någonsin att vinna fyra raka ligatitlar. City säkrade ligasegern i den sista omgången efter man besegrade West Ham United hemma med 3–1.

## Lag

### Arenor
| Lag                     | Ort            | Arena                       | Kapacitet |
| ----------------------- | -------------- | --------------------------- | --------- |
| Arsenal                 | London         | Emirates Stadium            | 60 704    |
| Aston Villa             | Birmingham     | Villa Park                  | 42 657    |
| Bournemouth             | Bournemouth    | Vitality Stadium            | 11 307    |
| Brentford               | London         | Brentford Community Stadium | 17 250    |
| Brighton & Hove Albion  | Brighton       | Falmer Stadium              | 31 800    |
| Burnley                 | Burnley        | Turf Moor                   | 21 994    |
| Chelsea                 | London         | Stamford Bridge             | 40 343    |
| Crystal Palace          | London         | Selhurst Park               | 25 486    |
| Everton                 | Liverpool      | Goodison Park               | 39 414    |
| Fulham                  | London         | Craven Cottage              | 22 384    |
| Liverpool               | Liverpool      | Anfield                     | 53 394    |
| Luton Town              | Luton          | Kenilworth Road             | 10 536    |
| Manchester City         | Manchester     | Etihad Stadium              | 53 400    |
| Manchester United       | Manchester     | Old Trafford                | 74 310    |
| Newcastle United        | Newcastle      | St James' Park              | 52 305    |
| Nottingham Forest       | West Bridgford | City Ground                 | 30 322    |
| Sheffield United        | Sheffield      | Bramall Lane                | 32 050    |
| Tottenham Hotspur       | London         | Tottenham Hotspur Stadium   | 62 850    |
| West Ham United         | London         | London Stadium              | 62 500    |
| Wolverhampton Wanderers | Wolverhampton  | Molineux Stadium            | 31 750    |

### Klubbinformation
| Lag                     | Tränare             | Kapten             | Ställtillverkare | Tröjsponsor             |
| ----------------------- | ------------------- | ------------------ | ---------------- | ----------------------- |
| Arsenal                 | Mikel Arteta        | Martin Ødegaard    | Adidas           | Fly Emirates            |
| Aston Villa             | Unai Emery          | John McGinn        | Castore          | BK8                     |
| Bournemouth             | Andoni Iraola       | Neto               | Umbro            | Dafabet                 |
| Brentford               | Thomas Frank        | Christian Nørgaard | Umbro            | Hollywoodbets           |
| Brighton & Hove Albion  | Roberto De Zerbi    | Lewis Dunk         | Nike             | American Express        |
| Burnley                 | Vincent Kompany     | Jack Cork          | Umbro            | Classic Football Shirts |
| Chelsea                 | Mauricio Pochettino | Reece James        | Nike             | Infinite Athlete        |
| Crystal Palace          | Oliver Glasner      | Joel Ward          | Macron           | Cinch                   |
| Everton                 | Sean Dyche          | Séamus Coleman     | Hummel           | Stake.com               |
| Fulham                  | Marco Silva         | Tom Cairney        | Adidas           | SBOTOP                  |
| Liverpool               | Jürgen Klopp        | Virgil van Dijk    | Nike             | Standard Chartered      |
| Luton Town              | Rob Edwards         | Tom Lockyer        | Umbro            | Utilita                 |
| Manchester City         | Pep Guardiola       | Kyle Walker        | Puma             | Etihad Airways          |
| Manchester United       | Erik ten Hag        | Bruno Fernandes    | Adidas           | Teamviewer              |
| Newcastle United        | Eddie Howe          | Jamaal Lascelles   | Castore          | Sela                    |
| Nottingham Forest       | Nuno Espírito Santo | Joe Worrall        | Adidas           | Kaiyun Sports           |
| Sheffield United        | Chris Wilder        | John Egan          | Erreà            | CFI Financial Group     |
| Tottenham Hotspur       | Ange Postecoglou    | Son Heung-min      | Nike             | AIA                     |
| West Ham United         | David Moyes         | Kurt Zouma         | Umbro            | Betway                  |
| Wolverhampton Wanderers | Gary O'Neil         | Max Kilman         | Castore          | Astropay                |

### Tränarförändringar
| Lag                     | Dåvarande tränare  | Anledning till förändring     | Datum            | Ligaposition | Ny tränare          | Anställningsdatum |
| ----------------------- | ------------------ | ----------------------------- | ---------------- | ------------ | ------------------- | ----------------- |
| Chelsea                 | Frank Lampard      | Tillfälligt kontrakt utgånget | 28 maj 2023      | Försäsong    | Mauricio Pochettino | 29 maj 2023       |
| Tottenham Hotspur       | Ryan Mason         | Tillfälligt kontrakt utgånget | 28 maj 2023      | Försäsong    | Ange Postecoglou    | 6 juni 2023       |
| Bournemouth             | Gary O'Neil        | Avskedad                      | 19 juni 2023     | Försäsong    | Andoni Iraola       | 19 juni 2023      |
| Wolverhampton Wanderers | Julen Lopetegui    | Muntlig överenskommelse       | 8 augusti 2023   | Försäsong    | Gary O'Neil         | 9 augusti 2023    |
| Sheffield United        | Paul Heckingbottom | Avskedad                      | 5 december 2023  | 20:e         | Chris Wilder        | 5 december 2023   |
| Nottingham Forest       | Steve Cooper       | Avskedad                      | 19 december 2023 | 17:e         | Nuno Espírito Santo | 20 december 2023  |
| Crystal Palace          | Roy Hodgson        | Avgick                        | 19 februari 2024 | 16:e         | Oliver Glasner      | 19 februari 2024  |

## Tabeller

### Poängtabell
| Nr | Lag                     | S  | V  | O  | F  | GM | IM  | MS  | P  |
| -- | ----------------------- | -- | -- | -- | -- | -- | --- | --- | -- |
| 1  | Manchester City (RM)    | 38 | 28 | 7  | 3  | 96 | 34  | +62 | 91 |
| 2  | Arsenal                 | 38 | 28 | 5  | 5  | 91 | 29  | +62 | 89 |
| 3  | Liverpool               | 38 | 24 | 10 | 4  | 86 | 41  | +45 | 82 |
| 4  | Aston Villa             | 38 | 20 | 8  | 10 | 76 | 61  | +15 | 68 |
| 5  | Tottenham Hotspur       | 38 | 20 | 6  | 12 | 74 | 61  | +13 | 66 |
| 6  | Chelsea                 | 38 | 18 | 9  | 11 | 77 | 63  | +14 | 63 |
| 7  | Newcastle United        | 38 | 18 | 6  | 14 | 85 | 62  | +23 | 60 |
| 8  | Manchester United       | 38 | 18 | 6  | 14 | 57 | 58  | −1  | 60 |
| 9  | West Ham United         | 38 | 14 | 10 | 14 | 60 | 74  | −14 | 52 |
| 10 | Crystal Palace          | 38 | 13 | 10 | 15 | 57 | 58  | −1  | 49 |
| 11 | Fulham                  | 38 | 13 | 9  | 16 | 55 | 61  | −6  | 48 |
| 12 | Brighton & Hove Albion  | 38 | 12 | 12 | 14 | 55 | 62  | −7  | 48 |
| 13 | Bournemouth             | 38 | 13 | 9  | 16 | 54 | 67  | −13 | 48 |
| 14 | Wolverhampton Wanderers | 38 | 13 | 7  | 18 | 50 | 65  | −15 | 46 |
| 15 | Everton                 | 38 | 13 | 9  | 16 | 40 | 51  | −11 | 40 |
| 16 | Brentford               | 38 | 10 | 9  | 19 | 56 | 65  | −9  | 39 |
| 17 | Nottingham Forest       | 38 | 9  | 9  | 20 | 49 | 67  | −18 | 32 |
| 18 | Luton Town (U)          | 38 | 6  | 8  | 24 | 52 | 85  | −33 | 26 |
| 19 | Burnley (U)             | 38 | 5  | 9  | 24 | 42 | 78  | −36 | 24 |
| 20 | Sheffield United (U)    | 38 | 3  | 7  | 28 | 35 | 104 | −69 | 16 |

### Resultattabell
Mall:Resultattabell för Premier League 2023/2024

## Säsongsstatistik

### Skytteliga
| Rank | Spelare              | Klubb             | Mål |
| ---- | -------------------- | ----------------- | --- |
| 1    | Erling Haaland       | Manchester City   | 27  |
| 2    | Cole Palmer          | Chelsea           | 22  |
| 3    | Alexander Isak       | Newcastle United  | 21  |
| 4    | Phil Foden           | Manchester City   | 19  |
| 4    | Dominic Solanke      | Bournemouth       | 19  |
| 4    | Ollie Watkins        | Aston Villa       | 19  |
| 7    | Mohamed Salah        | Liverpool         | 18  |
| 8    | Son Heung-min        | Tottenham Hotspur | 17  |
| 9    | Jarrod Bowen         | West Ham United   | 16  |
| 9    | Jean-Philippe Mateta | Crystal Palace    | 16  |
| 9    | Bukayo Saka          | Arsenal           | 16  |

### Assistliga
| Rank | Spelare            | Klubb                  | Assist |
| ---- | ------------------ | ---------------------- | ------ |
| 1    | Ollie Watkins      | Aston Villa            | 13     |
| 2    | Cole Palmer        | Chelsea                | 11     |
| 3    | Kevin De Bruyne    | Manchester City        | 10     |
| 3    | Morgan Gibbs-White | Nottingham Forest      | 10     |
| 3    | Anthony Gordon     | Newcastle United       | 10     |
| 3    | Pascal Groß        | Brighton & Hove Albion | 10     |
| 3    | Brennan Johnson    | Tottenham Hotspur      | 10     |
| 3    | Mohamed Salah      | Liverpool              | 10     |
| 3    | Son Heung-min      | Tottenham Hotspur      | 10     |
| 3    | Kieran Trippier    | Newcastle United       | 10     |
| 3    | Martin Ødegaard    | Arsenal                | 10     |

### Hat-tricks
| Spelare              | För                     | Mot                     | Resultat | Datum             |
| -------------------- | ----------------------- | ----------------------- | -------- | ----------------- |
| Son Heung-min        | Tottenham Hotspur       | Burnley                 | 5–2 (B)  | 2 september 2023  |
| Erling Haaland       | Manchester City         | Fulham                  | 5–1 (H)  | 2 september 2023  |
| Evan Ferguson        | Brighton & Hove Albion  | Newcastle United        | 3–1 (H)  | 2 september 2023  |
| Ollie Watkins        | Aston Villa             | Brighton & Hove Albion  | 6–1 (H)  | 30 september 2023 |
| Eddie Nketiah        | Arsenal                 | Sheffield United        | 5–0 (H)  | 28 oktober 2023   |
| Nicolas Jackson      | Chelsea                 | Tottenham Hotspur       | 4–1 (B)  | 6 november 2023   |
| Dominic Solanke      | Bournemouth             | Nottingham Forest       | 3–2 (B)  | 23 december 2023  |
| Chris Wood           | Nottingham Forest       | Newcastle United        | 3–1 (B)  | 26 december 2023  |
| Elijah Adebayo       | Luton Town              | Brighton & Hove Albion  | 4–0 (H)  | 30 januari 2024   |
| Matheus Cunha        | Wolverhampton Wanderers | Chelsea                 | 4–2 (B)  | 4 februari 2024   |
| Phil Foden           | Manchester City         | Brentford               | 3–1 (B)  | 5 februari 2024   |
| Jarrod Bowen         | West Ham United         | Brentford               | 4–2 (H)  | 26 februari 2024  |
| Phil Foden           | Manchester City         | Aston Villa             | 4–1 (H)  | 3 april 2024      |
| Cole Palmer          | Chelsea                 | Manchester United       | 4–3 (H)  | 4 april 2024      |
| Cole Palmer4         | Chelsea                 | Everton                 | 6–0 (H)  | 15 april 2024     |
| Erling Haaland4      | Manchester City         | Wolverhampton Wanderers | 5–1 (H)  | 4 maj 2024        |
| Jean-Philippe Mateta | Crystal Palace          | Aston Villa             | 5–0 (H)  | 19 maj 2024       |

Noter
4 Spelaren gjorde 4 mål 
 (H) – Hemma 
(B) – Borta

### Hållna nollor
| Rank | Spelare           | Klubb             | Hållna nollor |
| ---- | ----------------- | ----------------- | ------------- |
| 1    | David Raya        | Arsenal           | 16            |
| 2    | Jordan Pickford   | Everton           | 13            |
| 3    | Ederson           | Manchester City   | 10            |
| 3    | Bernd Leno        | Fulham            | 10            |
| 5    | André Onana       | Manchester United | 9             |
| 6    | Alisson           | Liverpool         | 8             |
| 6    | Emiliano Martínez | Aston Villa       | 8             |
| 8    | Mark Flekken      | Brentford         | 7             |
| 8    | Neto              | Bournemouth       | 7             |
| 8    | Guglielmo Vicario | Tottenham Hotspur | 7             |

### Räddningar
| Rank | Spelare         | Klubb                   | Räddningar |
| ---- | --------------- | ----------------------- | ---------- |
| 1    | André Onana     | Manchester United       | 149        |
| 2    | Thomas Kaminski | Luton Town              | 145        |
| 3    | Alphonse Areola | West Ham United         | 138        |
| 4    | Bernd Leno      | Fulham                  | 134        |
| 4    | José Sá         | Wolverhampton Wanderers | 134        |

### Passningar

#### Spelare
| Rank | Spelare         | Klubb                  | Passningar |
| ---- | --------------- | ---------------------- | ---------- |
| 1    | Rodri           | Manchester City        | 3 633      |
| 2    | Lewis Dunk      | Brighton & Hove Albion | 3 212      |
| 3    | Pascal Groß     | Brighton & Hove Albion | 2 927      |
| 4    | Virgil van Dijk | Liverpool              | 2 872      |
| 5    | William Saliba  | Arsenal                | 2 839      |

#### Klubb
| Rank | Klubb                  | Passningar |
| ---- | ---------------------- | ---------- |
| 1    | Manchester City        | 26 251     |
| 2    | Brighton & Hove Albion | 23 547     |
| 3    | Liverpool              | 22 515     |
| 4    | Tottenham Hotspur      | 22 488     |
| 5    | Chelsea                | 21 926     |

### Disciplin

#### Spelare
- Flest gula kort: 13[54]
  -  João Palhinha (Fulham)
  -  Marcos Senesi (Bournemouth)

- Flest röda kort: 2[55]
  -  Yves Bissouma (Tottenham Hotspur)
  -  Reece James (Chelsea)
  -  Oliver McBurnie (Sheffield United)

#### Klubb
- Flest gula kort: 105[56]
  - Chelsea

- Flest röda kort: 7[57]
  - Burnley

## Utmärkelser

### Månatliga utmärkelser
| Månad     | Månadens tränare | Månadens tränare  | Månadens spelare | Månadens spelare  | Månadens mål        | Månadens mål           | Månadens räddning | Månadens räddning | Referens                    |
| Månad     | Tränare          | Klubb             | Spelare          | Klubb             | Spelare             | Klubb                  | Spelare           | Klubb             | Referens                    |
| --------- | ---------------- | ----------------- | ---------------- | ----------------- | ------------------- | ---------------------- | ----------------- | ----------------- | --------------------------- |
| Augusti   | Ange Postecoglou | Tottenham Hotspur | James Maddison   | Tottenham Hotspur | Kaoru Mitoma        | Brighton & Hove Albion | Alisson           | Liverpool         | [ 58 ] [ 59 ] [ 60 ] [ 61 ] |
| September | Ange Postecoglou | Tottenham Hotspur | Son Heung-min    | Tottenham Hotspur | Bruno Fernandes     | Manchester United      | Robert Sánchez    | Chelsea           | [ 62 ] [ 63 ] [ 64 ] [ 65 ] |
| Oktober   | Ange Postecoglou | Tottenham Hotspur | Mohamed Salah    | Liverpool         | Saman Ghoddos       | Brentford              | Alphonse Areola   | West Ham United   | [ 66 ] [ 67 ] [ 68 ] [ 69 ] |
| November  | Erik ten Hag     | Manchester United | Harry Maguire    | Manchester United | Alejandro Garnacho  | Manchester United      | Thomas Kaminski   | Luton Town        | [ 70 ] [ 71 ] [ 72 ] [ 73 ] |
| December  | Unai Emery       | Aston Villa       | Dominic Solanke  | Bournemouth       | Alexis Mac Allister | Liverpool              | Wes Foderingham   | Sheffield United  | [ 74 ] [ 75 ] [ 76 ] [ 77 ] |
| Januari   | Jürgen Klopp     | Liverpool         | Diogo Jota       | Liverpool         | Oscar Bobb          | Manchester City        | Jordan Pickford   | Everton           | [ 78 ] [ 79 ] [ 80 ] [ 81 ] |
| Februari  | Mikel Arteta     | Arsenal           | Rasmus Højlund   | Manchester United | Kobbie Mainoo       | Manchester United      | Mark Flekken      | Brentford         | [ 82 ] [ 83 ] [ 84 ] [ 85 ] |
| Mars      | Andoni Iraola    | Bournemouth       | Rodrigo Muniz    | Fulham            | Marcus Rashford     | Manchester United      | Matz Sels         | Nottingham Forest | [ 86 ] [ 87 ] [ 88 ] [ 89 ] |
| April     | Sean Dyche       | Everton           | Cole Palmer      | Chelsea           | Cole Palmer         | Chelsea                | André Onana       | Manchester United | [ 90 ] [ 91 ] [ 92 ] [ 93 ] |

### Årliga priser
| Pris                                       | Vinnare     | Klubb           |
| ------------------------------------------ | ----------- | --------------- |
| Årets fotbollsspelare i England (PFA)      | Phil Foden  | Manchester City |
| Årets Unge fotbollsspelare i England (PFA) | Cole Palmer | Chelsea         |
| Årets fotbollsspelare i England (FWA)      | Phil Foden  | Manchester City |

| PFA Team of the Year | PFA Team of the Year          | PFA Team of the Year          | PFA Team of the Year          | PFA Team of the Year        | PFA Team of the Year         | PFA Team of the Year         | PFA Team of the Year         | PFA Team of the Year         | PFA Team of the Year             | PFA Team of the Year             | PFA Team of the Year             | PFA Team of the Year             |
| -------------------- | ----------------------------- | ----------------------------- | ----------------------------- | --------------------------- | ---------------------------- | ---------------------------- | ---------------------------- | ---------------------------- | -------------------------------- | -------------------------------- | -------------------------------- | -------------------------------- |
| Målvakt              | David Raya (Arsenal)          | David Raya (Arsenal)          | David Raya (Arsenal)          | David Raya (Arsenal)        | David Raya (Arsenal)         | David Raya (Arsenal)         | David Raya (Arsenal)         | David Raya (Arsenal)         | David Raya (Arsenal)             | David Raya (Arsenal)             | David Raya (Arsenal)             | David Raya (Arsenal)             |
| Försvar              | Kyle Walker (Manchester City) | Kyle Walker (Manchester City) | Kyle Walker (Manchester City) | Gabriel (Arsenal)           | Gabriel (Arsenal)            | Gabriel (Arsenal)            | Virgil van Dijk (Liverpool)  | Virgil van Dijk (Liverpool)  | Virgil van Dijk (Liverpool)      | William Saliba (Arsenal)         | William Saliba (Arsenal)         | William Saliba (Arsenal)         |
| Mittfält             | Martin Ødegaard (Arsenal)     | Martin Ødegaard (Arsenal)     | Martin Ødegaard (Arsenal)     | Martin Ødegaard (Arsenal)   | Declan Rice (Arsenal)        | Declan Rice (Arsenal)        | Declan Rice (Arsenal)        | Declan Rice (Arsenal)        | Rodri (Manchester City)          | Rodri (Manchester City)          | Rodri (Manchester City)          | Rodri (Manchester City)          |
| Anfall               | Ollie Watkins (Aston Villa)   | Ollie Watkins (Aston Villa)   | Ollie Watkins (Aston Villa)   | Ollie Watkins (Aston Villa) | Phil Foden (Manchester City) | Phil Foden (Manchester City) | Phil Foden (Manchester City) | Phil Foden (Manchester City) | Erling Haaland (Manchester City) | Erling Haaland (Manchester City) | Erling Haaland (Manchester City) | Erling Haaland (Manchester City) |